# Die Abenteuer der Sylvester-Nacht
Die Abenteuer der Sylvester-Nacht ist eine Erzählung von E. T. A. Hoffmann, die in den ersten sechs Tagen des Jahres 1815 entstand und im selben Jahr im Band 4 der Fantasiestücke in Callot's Manier erschien.

## Form
Im Herbst 1814 war Chamissos Peter Schlemihls wundersame Geschichte erschienen. E. T. A. Hoffmann hat diese um Die Geschichte vom verlornen Spiegelbilde erweitert, auf der der Giulietta-Akt von Jacques Offenbachs Oper Hoffmanns Erzählungen beruht. Hoffmanns Text besteht aus vier Kapiteln. Im letzten Kapitel gibt der Ich-Erzähler, das ist der reisende Enthusiast, die Geschichte des Erasmus Spikher wieder. Die ersten drei Kapitel dienen lediglich der rätselhaften Einstimmung in das streckenweise an den Fauststoff erinnernde Geschehen.
Eigentlich ist die Struktur ein wenig komplizierter. Der Herausgeber – nennen wir ihn Theodor Amadäus Hoffmann – bezeichnet in einem Vorwort den reisende Enthusiasten in Anlehnung an Schiller als Geisterseher. Und der reisende Enthusiast beschließt mit einer launischen Ansprache an den Herausgeber – verpackt als Postskript – die Phantasterei.

## Handlung
I. Die Geliebte
Am Silvesterabend zum Jahr 1815 verlässt der Ich-Erzähler die Gegend mit den verschneiten Berliner Christbuden und begibt sich in einen Salon nahe bei den Linden. Dort versucht er sich wieder Julie, seiner ehemaligen Geliebten, anzunähern. Als er feststellt, dass Julie inzwischen verheiratet ist, flieht er ohne Mantel aus der Gesellschaft und schreitet ziellos durch die Berliner Innenstadt.
II. Die Gesellschaft im Keller
In der Jägerstraße, dicht beim Thiermannschen Laden, betritt der Ich-Erzähler ein Kellerlokal. In der Gaststube begegnet er einem sehr langen schlanken Manne, den er gegen Kapitelende als Peter Schlemihl, den Mann ohne Schatten, identifiziert. Zu den beiden Herren gesellt sich noch ein kleiner dürrer Mann, den Schlemihl mit General Suwarow tituliert. Sofort lässt jener „General“, der sich im vierten Kapitel als der Protagonist Erasmus Spikher erweist, in der Gaststube den Spiegel verhängen.
III. Erscheinungen
Als der Ich-Erzähler im goldnen Adler übernachtet, wird er vom Portier falsch eingewiesen. Im Zimmer ist der schöne breite Spiegel verhängt. Der reisende Enthusiast zieht das Tuch herunter, unternimmt nichts gegen den Irrtum des Portiers und verbringt die Neujahrsnacht in dem Zimmer des Kleinen, wie er den General aus dem zweiten Kapitel nennt. Der Ankömmling wird mit drei Erscheinungen konfrontiert. Aus dem Spiegel tritt erstens eine dunkle Gestalt hervor. Unverkennbar – die Frau ähnelt Julie. Damit nicht genug. Die zweite Erscheinung: Der Kleine hat zwei Gesichter – alternierend das eines Jünglings und das eines Alten. Und schließlich die dritte Erscheinung, der spukhafte Kleine besitzt kein Spiegelbild. Er habe es der Frau im Spiegel gegeben.
IV. Die Geschichte vom verlornen Spiegelbilde
Am Morgen ist der Kleine verschwunden, hat aber ein Schriftstück hinterlassen, das seine Lebensgeschichte enthält: Der 27-jährige Erasmus Spikher lässt in Deutschland Frau und Kind zurück. In Florenz genießt er das üppige italienische Leben. Auf ein fröhliches Gartenfest bringt der Familienvater als einziger Deutscher keine liebliche Donna mit. Die anmutige zarte Giulietta wird im Garten Spikhers Donna. Spikher bringt einen italienischen Nebenbuhler um und wird ergriffen. Der Täter entzieht sich der Strafverfolgung mit Hilfe des Wunderdoktors Signor Dapertutto („überall und nirgends“). Giulietta hatte Spikher mit Erfolg um sein Spiegelbild gebeten. Der Wunderdoktor im feuerroten Rock behauptet, er habe sympathetische Mittel, die, auf das Spiegelbild angewandt, es Spikher erlaubten, das Gesicht zu wechseln. So könne er seinen Verfolgern entkommen. Tatsächlich gelingt Spikher die Flucht in die Heimat. Seine Frau jagt ihn aus dem Hause. Ein Mann ohne Spiegelbild ist ihr nicht geheuer. Auf der Flucht durch den Stadtpark steigt Giuliettas engelsschöne Gestalt vor Spikher auf. Dapertutto ist unversehens zur Stelle und hat ein Allheilmittel für solches Übel parat: Blausäure. Spikher aber unterzeichnet weder den Kontrakt des Teufels Dapertutto mit seinem Blute, noch vergiftet er Frau und Kind. Giulietta und der Teufel verschwinden im dicken stinkenden Dampf. Die Ehefrau daheim lenkt zwar ein, besteht aber nach wie vor auf dem Spiegelbilde des Gatten. Die Frau entlässt ihren Spikher mit den besten Wünschen in die weite Welt hinaus. Auf der Suche nach seinem Spiegelbild tut sich der Entlassene mit Peter Schlemihl zusammen; allerdings ohne Erfolg.

## Rezeption
19. Jahrhundert
- In der „Wiener Allgemeinen Literaturzeitung“ wird dem Verfasser flüchtige Arbeitsweise vorgeworfen. Die Grusel-Effekte werden aber bewundert.[10] Zu den Bewunderern muss auch Brentano gezählt werden. Allerdings hat er den betreffenden Brief an E. T. A. Hoffmann nicht abgeschickt.[11] Julius Eduard Hitzig und Willibald Alexis nennen den Text eine Nachahmung des „Schlemihl“.[12]

Neuere Äußerungen
- Richard von Schaukal (Zürich 1923) hält den Text für „schwach“ und Walther Harich (Berlin 1929) denkt an Brotarbeit.[13]
- Details finden sich bei Steinecke.[14] Der „wirre Bau“ und die Undurchsichtigkeit werden bemängelt.[15] Steinecke[16] nennt noch Arbeiten von Willy R. Berger (1978), Todd Kontje (1985), Margot Kuttner (Düsseldorf 1936), Claudio Magris (Königstein/Taunus 1980), Jean F. A. Ricci (Paris 1966) und Gero von Wilpert (Stuttgart 1978).
- Schäfer[17] referiert die Forschungsergebnisse zur Relation von Schein und Sein, u. a. zum Verhältnis zwischen Traum und Wirklichkeit in der Fiktion der Erzählung.
  - Giraud 1971[18]
  - Konersmann 1991[19]
  - Wolf 1993[20]
  - May 2003[21]
  - Neymeyr 2004[22]
  - Neymeyr 2005.[23]

E.T.A. Hoffmanns Erzählung "Die Abenteuer der Sylvester-Nacht" beeinflusste die Prosa späterer Autoren: Intertextuelle Einflüsse dieser Erzählung zeigen Werke von Dostojewski, Gogol, Bulgakow („Der Meister und Margarita“) und Kafka ("Beschreibung eines Kampfes"). Auch der deutsche Stummfilm „Der Student von Prag“ bezieht sich auf die Thematik von Hoffmanns Erzählung, die in einem umfassenden wirkungsgeschichtlichen Horizont steht: Auffallende Analogien zeigt sie beispielsweise zu Jean Pauls Erzählung "Die wunderbare Gesellschaft in der Neujahrsnacht" (1800), die gleichfalls eine Identitätskrise in der Nacht der Jahreswende inszeniert.
- Kaiser[26] sieht das soziale Problem des unterdrückten Sexus als Thema.

### Erstausgabe
- Die Abentheuer der Sylvester-Nacht. In: E. T. A. Hoffmann: Fantasiestücke in Callot's Manier. Vierter und letzter Band. C. F. Kunz, Bamberg 1815, DNB 932322891, S. 1–104.[27]

### Verwendete Ausgabe
- E. T. A. Hoffmann: Die Abenteuer der Sylvester-Nacht. In: Hartmut Steinecke (Hrsg.): E. T. A. Hoffmann: Fantasiestücke in Callot's Manier. Werke 1814. (Deutscher Klassiker Verlag im Taschenbuch. Bd. 14). Dt. Klassiker-Verlag, Frankfurt am Main 2006, ISBN 3-618-68014-7, S. 325–359. (entspricht: Bd. 2/1 in: Hartmut Steinecke (Hrsg.): E. T. A. Hoffmann: Sämtliche Werke in sieben Bänden. Frankfurt am Main 1993)

### Weitere Ausgaben
- Barbara Neymeyr (Hrsg.): E.T.A. Hoffmann: Die Abentheuer der Sylvester-Nacht. Reclam, Stuttgart 2005, ISBN 3-15-018385-5, S. 63–92: Nachwort.

### Sekundärliteratur
- Rüdiger Safranski: E. T. A. Hoffmann. Das Leben eines skeptischen Phantasten. 2. Auflage. Fischer-Taschenbuch-Verlag, Frankfurt am Main 2001, ISBN 3-596-14301-2. (Lizenzgeber: Hanser 1984)
- Gerhard R. Kaiser: E. T. A. Hoffmann. (Sammlung Metzler, 243). Metzler, Stuttgart 1988, ISBN 3-476-10243-2.
- Barbara Neymeyr: „Die Abenteuer der Sylvester-Nacht“: Romantische Ich-Dissoziation und Doppelgänger-Problematik. In: Günter Saße (Hrsg.): Interpretationen. E.T.A. Hoffmann: Romane und Erzählungen. Reclam, Stuttgart 2004, ISBN 3-15-017526-7, S. 60–74.
- Bettina Schäfer: Die Abenteuer der Sylvester-Nacht. In: Detlef Kremer (Hrsg.): E. T. A. Hoffmann. Leben – Werk – Wirkung. Walter de Gruyter, Berlin 2009, ISBN 978-3-11-018382-5, S. 131–136.